# John Warren, 3. Baron de Tabley

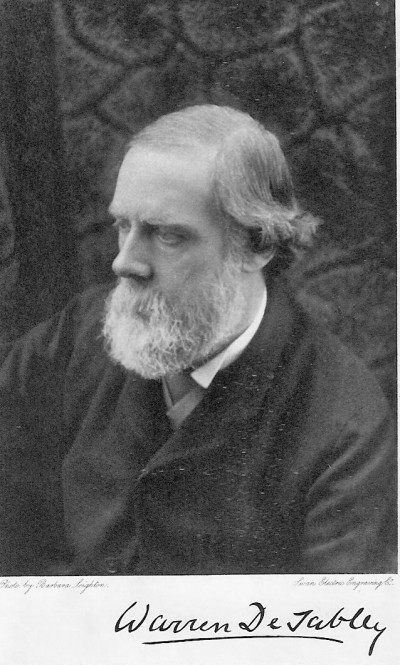
John Warren, 3. Baron de Tabley

John Byrne Leicester Warren, 3. Baron de Tabley, FSA (* 26. April 1835; † 22. November 1895 in Ryde, Isle of Wight), war ein britischer Dichter, Numismatiker und Botaniker.

## Leben
Er war der ältere Sohn des Politikers George Warren, 2. Baron de Tabley (1811–1887) aus dessen erster Ehe mit Catharina Barbara de Salis (1814–1869), Tochter des Jerome Fane de Salis, 4. Count de Salis-Soglio (1771–1836). Er besuchte das Eton College und studierte am Christ Church College der Universität Oxford. Er erwarb 1860 den Abschluss eines Master of Arts und wurde im selben Jahr an Lincoln’s Inn als Barrister zugelassen.
Parallel zu seinem Studium trat er im Januar 1856 als Cornet des Earl of Chester’s Regiment of Yeomanry in die Milizkavallerie der British Army ein und wurde dort im Mai 1858 zum Lieutenant befördert.
Bei der Parlamentswahl 1868 trat er erfolglos als Kandidat der Liberal Party im Wahlkreis Mid Cheshire für einen Sitz im britischen House of Commons an.
Er betätigte sich als Dichter, Numismatiker und Botaniker. Er veröffentlichte teils unter Pseudonymen, wie G. F. Preston oder William Lancaster. 1883 wurde er als Fellow in die Society of Antiquaries aufgenommen.
Beim Tod seines Vaters erbte er am 19. Oktober 1887 dessen Adelstitel als 3. Baron de Tabley und 7. Baronet, of Nether Tabley. Mit dem Baronstitel war ein Sitz im britischen House of Lords verbunden.
Da er unverheiratet und kinderlos blieb und sein jüngerer Bruder noch im Kindesalter gestorben war, erlosch sein Baronstitel bei seinem Tod, 1895, während sein Baronettitel an einen entfernten Verwandten fiel.